# انصار حزب‌الله
انصار حزب‌الله سابق (شورای هماهنگی حزب‌الله کنونی) تشکلی شبه نظامی، سیاسی و فرهنگی اصولگرای رادیکال در جمهوری اسلامی ایران است. رهبران برجستهٔ کنونی آن حسین الله‌کرم و حمید استاد و مهدی عبدی هستند که در هفتم خرداد ۹۷ توسط ایالات متحده آمریکا به صورت مستقیم تحریم شدند. این مجموعه که یک گروه فشار شبه نظامی از لباس‌شخصی‌های بنیادگرای هوادار حکومت ایران به‌شمار می‌رود،
در دهه هفتاد خورشیدی با هماهنگی سید علی خامنه‌ای و فرماندهان سپاه پاسداران انقلاب اسلامی برای دفاع از نظام جمهوری اسلامی برپایه عدالت طلبی فرهنگی، سیاسی و اقتصادی می‌خواندند فعال شد. این گروه در سال‌های گذشته شاهد انشعابات بسیار و کناره‌گیری رهبران و اعضای برجسته خود بوده‌است.
بیشتر اعضای انصار را، مردم، جوانان و مسئولین متدین و انقلابی، پاسداران، بسیجیان و شرکت‌کنندگان در جنگ ایران و عراق تشکیل می‌دهند.
حمله به دانشجویان در سخنرانی عبدالکریم سروش در مشهد، جنجال تبلیغاتی و حمله‌های پی‌درپی گسترده علیه محمد خاتمی در انتخابات دوم خرداد ۱۳۷۶، حمله به وزرای خاتمی در نمازجمعه، حمله به دانشجویان در ۱۸ تیر ۱۳۷۸، و حمله به مردم معترض درپی انتخابات ۲۲ خرداد ۱۳۸۸ از جمله اقدامات این گروه رادیکال به‌شمار می‌رود. این گروه در بدو تأسیس به عنوان نهادی فرهنگی از وزارت ارشاد وقت مجوزی صوری دریافت کرده‌است. با روی کار آمدن دولت محمود احمدی‌نژاد برخی نزدیکان و اعضای آن به دولت راه یافتند. رهبری این گروه هم‌اکنون برعهده حسین الله‌کرم و حمید استاد و مهدی عبدی است.

## تاریخچه
وبگاه انصار حزب‌الله تاریخ آغاز بکار این تشکیلات را دی ۱۳۷۰ ذکر می‌کند اما حجت‌الاسلام پروازی از رهبران اولیه سازمان تأسیس این تشکیلات را از دل هیئت‌های رزمندگان اسلام در دهه شصت و فعالیت منسجم آن را از سال ۱۳۷۲ و با ابتکار برخی از فرماندهان سپاه برشمرده‌است:
در این سال - ۱۳۷۲ - الله کرم آمد و گفت بیا در هیئت رزمندگان سخنران باش. تعداد مؤسسان انصار ۱۸ نفر بودند که به سه گروه تقسیم می‌شدند. گروه وابسته به «ذوالقدر» که تعدادشان ۷ نفر بود. هفت نفر هم از طرف «عبداللهی» معرفی شدند و چهار نفر هم با «الله کرم» بودند. بچه‌ها همگی، من و مرحوم نجفی را قبول داشتند. سخنرانی‌ها در دوران حیات نجفی شروع شد و بعد از رحلت ایشان از من خواستند کار او را ادامه دهم. اسم انصار در آن تاریخ اصلاً مطرح نبود. می‌گفتند برو بچه‌های هیئت رزمندگان، به مرور اسم انصار به میان آمد و با قوی شدن حضور وابستگان «ذوالقدر» و «الله کرم»، حضور رزمندگان کمرنگ شد.
بدنه این تشکیلات از اعضای عادی بسیج و سپاه و رهبران آن عمدتاً از فرماندهان نیرو بودند. امیر فرشاد ابراهیمی (از رهبران سابق این گروه) همچنین از دیدار با سعید امامی (معاون امنیتی اسبق وزارت اطلاعات) و حمایت وی از این تشکیلات خبر می‌دهد.
گروه انصار حزب‌الله مسئول اغلب حملات فیزیکی و خشونت‌آمیز به تجمعات مسالمت‌آمیز نیروهای منتقد نظام جمهوری اسلامی ایران و شهروندان بی‌اعتنا به علایق دولتمردان کنونی ایران، در طول دو دهه اخیر بوده‌است. بگفته نشریه نیویورک تایمز این گروه در تاریخچه عملکرد خود سابقه حمله به دانشجویان معترض در واقعه ۱۸ تیر ۱۳۷۸، حمله به سینما، از جمله حمله به سینماهای نمایش دهنده فیلم تحفه هند در سال ۱۹۹۶، و بگفته نشریه گاردین آزار و اذیت دانشجویان معترض به محمود احمدی‌نژاد دردانشگاه امیر کبیر تهران را دارد.
حمید استاد، مسوول انصار حزب‌الله در شهر مشهد، علمکرد حزب‌الله را این‌گونه توصیف می‌کند:
نیروهای حزب‌اللهی در دفاع از ارزشها و دست‌آوردهای انقلاب و جلوگیری از فضاسازی و تبلیغ علیه جریان‌های حزب‌اللهی به صورت واکنش حافظه‌دار و هوشمندانه عمل می‌کنند و با هیجانات کور و نیروهای نفوذی و گروه‌های خودسر برخورد می‌کنند و به نحوی یک نظم و انضباط درونی بوجود می‌آورند.
این گروه دارای شبکه وسیعی در اغلب شهرهای ایران است که با حمایت سپاه پاسداران انقلاب اسلامی و بسیج فعالیت می‌کنند. اغلب اعضای این گروه را نیز اعضای بسیج و سپاه تشکیل می‌دهند. علی یونسی وزیر اطلاعات دولت اصلاح‌طلب سید محمد خاتمی تعداد اعضای رسمی این گروه را در سراسر کشور ۵۰۰ نفر تخمین زده و وعده برخورد با آنان را داد.
علی احمد ابراهیم‌نژاد برادر عزت ابراهیم‌نژاد، از کشته‌شدگان در حوادث کوی دانشگاه، انصار حزب‌الله را مسؤول کشته شدن برادرش و مجروح شدن بسیاری دانشجوی دیگر در حادثه ۱۸ تیر معرفی می‌کند.

به گفته حمید استاد این گروه نیازی به مجوز وزارت کشور جهت فعالیت ندارد. وی برخی از شعارهای انصار حزب‌الله را به شرح زیر بیان می‌کند:
نماینده بیدار باش، آمریکا در کمین است. نماینده این آخرین هشدار است. ترس و عقب‌نشینی، عاقبتش بندگی است. این است شعار ملت، هیهات مناالذله. حزب‌الله می‌میرد، سازش نمی‌پذیرد. حسین حسین شعار ماست، شهادت افتخار ماست

## عملکرد
برخی اقدامات انصار به ترتیب تاریخی:

### آتش‌زدن انتشارات مرغ آمین
در سال ۱۳۷۴ کتابی داستانی با نام «و خدایان دوشنبه‌ها می‌خندند» توسط انتشارات مرغ آمین که از ناشران معتبر وقت بود به بازار کتاب عرضه شد. کتاب به زندگی سه دوست می‌پردازند که یکی از آنان که در کودکی انحرافاتی داشته بعدها به عضویت بسیج در می‌آید و به جنگ می‌رود. انصار حزب‌الله در اعتراض به چاپ کتاب نسبت به آتش زدن دفتر این ناشر در خیابان کریم خان تهران اقدام کرد.

### حمله به سینما قدس
این گروه امر بمعروف و نهی از منکر (خصوصاً در عرصه فرهنگی و اجتماعی) را یکی از اهداف اصلی خود می‌داند. در همین راستا در برابر فیلم تحفه هند که در سال ۱۳۷۴ ساخته شد، اعتراضات گسترده‌ای را آغاز و در مقابل سینما قدس تهران تجمع کرد. این تجمع به درگیری و شکسته شدن شیشه‌های سینما و به گفته برخی منابع سقط جنین یک زن باردار انجامید. اکبر عبدی بازیگر نقش حسن در فیلم تحفه هند که رقص او با لباس زنانه در چند سکانس فیلم دلیل اعتراض انصار حزب‌الله بود، بعدها به بازی در فیلم اخراجی‌های مسعود ده نمکی پرداخت.

### حمله به خوابگاه دانشجویان در۱۸ تیر ۱۳۷۸
به گفته حجت شریفی، نایب‌دبیر اسبق سازمان ادوار تحکیم وحدت، «نیروهای امنیتی، نیروهای به اصطلاح انصار حزب‌الله آن زمان و لباس شخصی‌ها» در طی حوادث ۱۸ تیر ۱۳۷۸ - که در طی آن دانشجویانی مورد ضرب و شتم قرار گرفتند - دیواری جهت جلوگیری از ورود مردم به کوی ایجاد کردند.

### محاصره فرودگاه‌ها
گروه‌های فشار در سال ۱۳۷۹ ضمن محاصره فرودگاه خرم‌آباد و جلوگیری از حضور عبدالکریم سروش و محسن کدیور در اردوی دفتر تحکیم وحدت به ضرب و شتم آنان پرداختند. در جریان درگیری‌های بعدی در شهر، یک دانشجو کشته شد و دفتر تحکیم دیگر اجازه برگزاری نشست سالانه از وزارت علوم نیافت. با اوج گرفتن تنش میان مجلس اصلاح طلب ششم و علی خامنه‌ای اعضای این گروه با محاصره فرودگاه مشهد و فرودگاه طبس مانع از حضور و سخنرانی دو نماینده مجلس شدند. حفاظت فرودگاه‌ها بر عهده سپاه پاسداران و نیروی انتظامی است.

### استقبال از کشتار شارلی ابدو
نشریه گروه انصار حزب‌الله، کشتار کارکنان مجله فرانسوی شارلی ابدو را اجرای «کیفر مشروع ساب النبی» خواند و آن را به مسلمانان تبریک گفت. این هفته‌نامه تیتر زد: «امسال ایام ربیع نور علی نور شد/دشمن هتاک نبی روانه گور شد» و با روتیتر «حمد و سپاس بی‌کران خدای سرمدی و هزاران تبریک و تهنیت به امت محمدی» از کشتار کارکنان مجله شارلی ابدو استقبال کرد. این نشریه همچنین «موضع انفعالی» حسن روحانی، رئیس‌جمهور ایران و «اطلاع‌رسانی غلط‌انداز صدا و سیما» را به شدت محکوم کرده‌است.

### اقدام‌های اخلال‌گرایانه در کرمانشاه
حمله به سخنرانی هاشم آغاجری
در تاریخ دوم خرداد ۱۳۷۹، نیروهای انصار حزب‌الله کرمانشاه به سخنرانی هاشم آغاجری در مراسم سومین سالگرد هفتمین دورهٔ انتخابات ریاست جمهوری در مسجد معتضدی کرمانشاه حمله کردند.
بیانیه جلوگیری از برگزاری کنسرت در کرمانشاه
در سال ۱۳۸۹ با برگزاری کنسرت احسان خواجه امیری در شهر کرمانشاه، انصار حزب‌الله به این اقدام واکنش نشان داد و با انشار عکس‌هایی از آن کنسرت طی بیانه‌ای برگزاری کنسرت در کرمانشاه را منع کرد:
پس از مشاهده چنین نمونه‌هایی بود که حزب‌الله پس از بارها اتمام حجت اعلام کرد بر اساس بند میم وصیت‌نامه حضرت امام (ره) دیگر اجازه برگزاری کنسرت در کرمانشاه نمی‌دهیم
و در متن مقاله‌ای با استناد به سخنان روح‌الله خمینی و علی خامنه‌ای عنوان می‌کند که:
[به نقل از خمینی]... موسیقی را حذف کنید… موسیقی خیانت است به مملکت… این از اموری است که با نقشه درست کردند تا جوانان ما را منحرف کنند… این‌ها را از بین ببرید و مکرر من گفته‌ام…[به نقل از خامنه‌ای]بعضی خیال می‌کنند که مرز موسیقی حلال و حرام، موسیقی سنتی ایرانی و موسیقی غیر سنتی است. نه این‌طوری نیست. آن موسیقی ای که منادیان دین و شرع همیشه در دوره‌های گذشته با آن مقابله می‌کردند و می‌گفتند حرام است، همان موسیقی سنتی ایرانی خودمان است…
حمله به کنسرت حسام الدین سراج
در روزهای ۱۸، ۱۹ و ۲۰ تیر ۱۳۸۹ حسام الدین سراج به کمک جمعیت دانشجویی امام علی در شهر کرمانشاه کنسرتی را تدارک دیده بودند که در اولین روز اجرای خود با قفل کردن درهای ورودی لغو شد. در اولین شب اجرای کنسرت عده‌ای که بلیت‌های کنسرت را در دست دارند به محل برگزاری کنسرت مراجعه می‌کنند و عده‌ای دیگر در خارج از تالار مانع حضور مردم در تالار می‌شوند و پس از مدتی مسئولان اجرای کنسرت در روزهای بعد را هم لغو می‌کنند. این درحالیست که نیروی انتظامی در محل حضور پیدا می‌کند ولی عملاً هیچ اقدامی انجام نمی‌دهد. حسام الدین سراج در گفتگو با ایسنا چنین شرح می‌دهد:
 شب گذشته عده‌ای جلوی در سالن «انتظار» را زنجیر بستند و به مردمی که برای دیدن کنسرت آمده بودند، اجازه ورود به سالن ندادند و ما هم نتوانستیم برای اجرا وارد سالن شویم.
حزب انصار حزب‌الله کرمانشاه مسئولیت این اقدام را بر عهده گرفت و دلیل لغو کنسرت را جلوگیری از «اشاعه بی بند و باری» و به جا آوردن «بند م وصیت‌نامه» روح‌الله خمینی عنوان کرد. این در حالیست که جمعیت خیریه امام علی کرمانشاه این اقدام را محکوم می‌کند و مدعی می‌شود که در روزهای قبل از اجرای کنسرت پوسترهای تبلیغاتی سراج را در سطح شهر نابود کرده‌اند و حدود ۲۰ میلیون تومان به برگزار کنندگان کنسرت خسارت آمده‌است. در پی بیانیهٔ ممنوعیت برگزاری کنسرت، علی اکبر مرادی نوازنده و استاد تنبور نیز از برگزاری کنسرت در کرمانشاه منصرف شد.
جریان مراسم ختم اسماعیل ططری
مراسم ختم اسماعیل ططری قرار بود در ۱۱ مرداد ۱۳۸۹ در مسجد بروجردی کرمانشاه با حضور گروهی از رهبران جنبش سبز محمد خاتمی، مهدی کروبی و غیره برگزار شود اما گروهی که خبرگزاری فارس آن‌ها را «جمعی از جوانان حزب‌اللهی و گروه‌های مردم» توصیف کرده با حضور در این مسجد از برگزاری آن جلوگیری کردند. که پس از آن مراسم ختم در منزل شخصی اسماعیل ططری برگزار شد.
حزب‌الله کرمانشاه در متنی دلیل برهم‌زدن مراسم ختم اسماعیل ططری را چنین عنوان می‌کند:
ططری زمانی از دنیا رفت که در سالهای آخر عمر به رفاقت با سران فتنه و همراهی با حزب آشوبگر اعتماد ملی و دیگر منحرفان و آشوبگران افتخار می‌نمود… در جلساتی، کنار عناصر مُحاربی همچون مهدی کروبی و هادی غفاری حضور پیدا نمود و اهانت‌های زشتی به ساحت مقدس ولایت فقیه بیان نمودند… او تا آخر عمر نیز از این اراذل تبری نجست و به همراهی آن‌ها افتخار نمود، در چنین شرایطی بعد از فوت او در کنار سران فتنه (خاتمی و کروبی و …) متأسفانه برخی مسؤلین همچون رئیس مجلس، معاون اول رئیس‌جمهور و غیره نیز به احترام او پیام صادر نمودند؟!... البته مردم به خوبی می‌فهمند که اقدامات اینچنینی معمولاً برای جلب چهار رای بیشتر و جلب منافع چندروزه دنیا صورت می‌گیرد نه به جهت وفاداری به شخص متوفی که چنین صفتی بسیار جای تاسف دارد و در این میان همراهی برخی مطبوعات مدعی اصولگرا با این قافله جای تاسف دوچندان دارد؟ !!

### روزشمار برخی دیگر از اقدامات
این روزشمار برخی اقدامات این گروه تا سال ۱۳۸۱ را پوشش می‌دهد.
- قبل از دوم خرداد ۱۳۷۴

۷۴/۶/۱۹ - برهم زدن سخنرانی سروش در دانشکده فنی دانشگاه تهران.
۷۴/۶/۱۳ - تجمع در مقابل روزنامه سلام.
۷۴/۷/۲۸ - راهپیمایی صدها نفره در شهرک غرب علیه «بدحجابی».
۷۴/۸/۵ - راهپیمایی در مخالفت با «سرمایه‌داران غربزده» در مقابل برج سفید (تهران، خیابان پاسداران).
۷۴/۸/۲۲ - راهپیمایی علیه «فرهنگ مبتذل غرب» در تهران و تجمع در میدان ولیعصر.
- سال ۱۳۷۵

۷۵/۱/۲۹ - تجمع و راهپیمایی نزدیک به ۵۰ نفر در مقابل خبرگزاری جمهوری اسلامی به خاطر انتشار اخباری در مورد نشست شرم‌الشیخ.
۷۵/۲/۱۶ - تجمع در مقابل سینما قدس علیه فیلم تحفه هند.
۷۵/۲/۲۳ - اجتماع در مقابل دانشگاه صنعتی امیرکبیر در اعتراض به سخنان عبدالکریم سروش و برهم زدن سخنرانی او
۷۵/۲/۲۵ - تجمع در میدان ولیعصر در اعتراض به مجلس، وزارت دارایی، شهرداری، بانک‌ها، پارک‌ها، چیتگر، انجمن اسلامی و مناطق آزاد
۷۵/۳/۱ - اعتراض به نحوه عملکرد شهرداری تهران در مقابل شهرداری ومجلس.
۷۵/۳/۲۰ - تجمع در مقابل سینما قدس همدان دراعتراض به فیلم سلام سینما.
۷۵/۴/۲۴ - راهپیمایی و تجمع از میدان ولیعصر تا مقابل دانشگاه علیه برخی از استادان دانشگاه.
- سال ۱۳۷۶

۷۶/۲/۱ - جلوگیری از سخنرانی سیدمحمدخاتمی نامزد انتخابات در مشهد.
۷۶/۸/۱۳ - درگیری لفظی با دانشجویان شرکت‌کننده در راهپیمایی ۱۳ آبان.
۷۶/۸/۲۴ - حمله به دفتر اتحادیه انجمنهای اسلامی دانشجویان دانشگاه‌ها.
۷۶/۸/۲۴ - ممانعت از ورود دکتر سروش به دانشگاه امیرکبیر و تجمع انصارحزب‌الله.
۷۶/۹/۹ - تجمع در مقابل سینما قدس اصفهان در اعتراض به فیلم آدم‌برفی.
۷۶/۱۰/۳۰ - ممانعت از برگزاری سالگرد درگذشت مرحوم مهندس بازرگان در رشت.
۷۶/۱۲/۱۱ - حمله به تجمع دفتر تحکیم وحدت در مقابل دانشگاه تهران.
- سال ۱۳۷۷

۷۷/۵/۱۹ - درگیری در دبیرخانه همایش هنرمندان معاصر در حمایت از غلامحسین کرباسچی
۷۷/۶/۷- متشنج ساختن جلسه سخنرانی عبدالله نوری معاون توسعه سیاسی اجتماعی رئیس‌جمهوری در مشهد توسط گروه فشار. در حالی که نیروهای انتظامی حاضر در محل اقدامی در جهت ممانعت از برخورد گروه فشار به عمل نیاوردند.
۷۷/۶/۱۳ - ضرب و شتم عبدالله نوری معاون توسعه و امور اجتماعی رئیس‌جمهوری و دکتر مهاجرانی وزیر فرهنگ و ارشاد اسلامی، قبل از مراسم تشییع پیکرهای کشته‌شدگان جنگ ایران و عراق در نماز جمعه تهران.
۷۷/۸/۲۷ - درگیری در سخنرانی حجت‌الاسلام والمسلمین سید علی اکبر محتشمی مشاور رئیس‌جمهوری در مشهد
۷۷/۸/۱۴ - درگیری در مراسم یادبود مختاری و پوینده. (دو تن از قربانیان قتل‌های زنجیره‌ای)
۷۷/۱۰/۲۵ - سردادن شعار علیه آیت‌الله طاهری نماینده ولی فقیه و امام جمعه اصفهان و پرتاب سنگ و چوب و آهن به طرف جایگاه نماز جمعه. آن‌ها مانع از اقامه نماز جمعه روز قدس شدند.
۷۷/۱۱/۱۹ - برهم زدن مراسم سخنرانی عباس عبدی عضو شورای سردبیری روزنامه صبح امروز در شهر قم توسط عده‌ای ازعناصر گروه فشار.
۷۷/۱۱/۲۰ - اخلال در مراسم سخنرانی محسن آرمین سردبیر هفته‌نامه عصر ما در شهر قم توسط عناصر گروه فشار.
۷۷/۱۱/۲۲- مضروب کردن سید هادی خامنه‌ای، مدیرمسؤول روزنامه جهان اسلام و مشاور رئیس‌جمهوری توسط حدود یکصد تن از چماق‌داران با سنگ، چوپ، میله، کفش، مهرنماز و سایر اشیاء در یک سخنرانی در شهر قم که به انتقال وی به بیمارستان منجر شد.
- سال ۱۳۷۸

۸۷/۳/۲ - درگیری و برهم زدن تجمع دانشجویی بزرگداشت دوم خرداد در پارک لاله.
۷۸/۳/۲ - درگیری در تجمع دانشجویی بزرگداشت دکتر مصدق در احمدآباد.
۷۸/۳/۵ - تجمع دو گروه موسوم به اتحادیه اسلامی دانشجویان و دانش آموختگان و اتحادیه ملی دانشجویان و فارغ التحصیلان ایران، به صحنه زد و خورد شرکت کنندگان و اعضای یک گروه فشار تبدیل شد.
۷۸/۴/۱۸ - حمله به کوی دانشگاه تهران
۷۸/۴/۱۹ - حمله به دانشگاه تبریز
۷۸/۸/۲ - برهم زدن جلسه سخنرانی عبدالله نوری در قم
۷۸/۸/۲ - تظاهرات علیه دکتر مهاجرانی وزیر فرهنگ و ارشاد اسلامی در جریان سفر به اصفهان.
۷۸/۱۰/۴ - برهم زدن جلسه سخنرانی ابراهیم یزدی عضو نهضت آزادی در حضور صدها نفر از طرفداران جریان ملی - مذهبی در یک منزل خصوصی در خیابان قزوین تهران.
۷۸/۱۰/۱۸ - ایجاد تشنج در جلسه سخنرانی دکتر حبیب‌الله پیمان درمشهد
۷۸/۱۱/۱۵ - حمله به دفتر حزب کارگزاران سازندگی ایران در قم.
۷۸/۱۱/۲۱ - آتش زدن دفتر ستاد انتخاباتی نامزدان دفتر تحکیم وحدت و حزب مشارکت در مشهد.
۷۸/۱۱/۲۳ - تشنج جلسه سخنرانی حجت‌الاسلام یوسفی اشکوری.
۷۸/۱۱/۲۶ - جلوگیری از سخنرانی دو تن از نیروهای ملی مذهبی در جمع مردم قزوین در مسجد شهید ثالث قزوین.
- سال ۱۳۷۹

۷۹/۶/۵ - جلوگیری از ورود محسن کدیور و عبدالکریم سروش به شهر خرم‌آباد برای شرکت در همایش دفتر تحکیم وحدت و ضرب و شتم ایشان.
۷۹/۶/۸ - ضرب و شتم استاندار لرستان درمراسم تشییع پیکر شهید کرمی.
۷۹/۶/۲۴ - حمله به یک کتابفروشی در اصفهان که در پی آن ۷۰۰ جلد کتاب، تعدادی مجله و دیسکت را توقیف کردند.
۷۹/۸/۲۵ - برهم زدن کنسرت موسیقی حسین زمان (خواننده پاپ هوادار جبهه مشارکت) در شهر ساری.
۷۹/۱۰/۱۸ - حمله به جلسه سخنرانی محمدرضا خاتمی در سالن حیدریان قم.
- سال ۱۳۸۰

۸۰/۲/۷ - درگیری در سخنرانی بهزاد نبوی نایب رئیس مجلس در مسجد رسول اکرم کرج.
۸۰/۳/۴ - حمله به تجمع ایثارگران جبهه دوم خرداد در بهشت زهرا.
خردادماه ۸۰- حمله به ستادهای انتخاباتی جبهه دوم خرداد.
۸۰/۳/۱۴- جلوگیری از سخنرانی سید مصطفی تاج زاده در آمل و ضرب و شتم وی.
۸۰/۵/۱۵ - حمله به محمد سلامتی معاون وزیر تعاون.
۸۰/۵/۳۰ - حمله به دفتر مرکزی انجمن اسلامی دانشجویان دانشگاه‌های فردوسی مشهد.
۸۰/۶/۲۱- مراسم جشن زادروز فاطمه زهرا در حسینیه اهل البیت بروجرد با ورود طرفداران امام بروجرد به محل سخنرانی فریده مصطفوی برهم خورد.
۸۰/۱۲/۱۵ - برهم زدن مراسم بزرگداشت مقام معلم و یادبود یدالله سحابی درکرمانشاه.
- سال ۱۳۸۱

۸۱/۲/۲۷- حمله به همایش دفتر تحکیم وحدت.
۸۱/۳/۲۱- درگیری در برنامه سخنرانی لطیف صفری و حسین لقمانیان دو تن از فعالان جبهه دوم خرداد در کرمانشاه.
- سال ۱۳۸۹

۸۹/۰۴/۱۹_ حمله به کنسرت حسام الدین سراج در کرمانشاه. دلیل لغو کنسرت جلوگیری از «اشاعه بی بند و باری» و به جا آوردن «بند م وصیت‌نامه» روح‌الله خمینی عنوان شده‌است.
۸۹/۰۵/۱۱- جلوگیری از برگزاری مراسم ختم اسماعیل ططری در مسجد بروجردی کرمانشاه.

## درخواست ترور مقامات آمریکایی
انصار در بیانیه‌ای در پایان همایش خود در سال ۱۳۸۶ اعلام کرد:
انصار حزب‌الله صریحاً هر مأمور رسمی دولت جنایتکار آمریکا را مصداق بارز تروریست دانسته و تمامی هسته‌های حزب‌الله را به برخورد قهر آمیز اعم از کشتن یا اسارت، آنان را فرامی‌خواند و آمادگی خود را برای حضور در صحنه مبارزه با این جنایتکاران اعلام می‌دارد…

## دیدگاه‌های داخلی و بین‌المللی به انصار حزب‌الله
بروس لارنس استاد الاهیات دانشگاه دوک این انصار حزب‌الله را یک گروه افراطی طرفدار حکومت مذهبی ایران تعریف می‌کند. به باور محقق اسکاتلندی، مالیس روتون انصار حزب‌الله گروهی نظامی است که به نظر می‌آید ارتباطاتی با رهبر ایران و بخش‌هایی از جناح راست از جمله جامعه روحانیت مبارز دارد. سازمان خانه آزادی انصار حزب‌الله را یک گروه غیرنظامی معرفی کرده‌است که وظیفه سرکوب مخالفان نظام جمهوری اسلامی را برعهده دارد.
در حالی که برخی این تشکیلات را با عنوان لباس شخصی مورد خطاب قرار می‌دهند، حمید استاد، مسوول انصار حزب‌الله مشهد، در مصاحبه با ایسنا به این موضوع اشکال گرفته‌است: «نیروهای لباس شخصی که در جایی حاضر می‌شوند، همگی نیروهای حزب‌اللهی نیستند. لباس شخصی‌ها افراد مختلفی از جمله نیروهای امنیتی، خبرنگاران، مسوولان، نیروهای نفوذی، تماشاگران و .. هستند که برخی مواقع کارهایی انجام می‌دهند.»

## افشاگری‌ها
پس از روی کار آمدن دولت محمد خاتمی و آغاز دوران اصلاحات انصار حزب‌الله نیز بر تحرکات خود افزود. اما در داخل با ریزش‌های مهمی مواجه شد. هم در سطح نیروهای عادی و هم رهبران. کیانوش مظفری، حجه السلام پروازی و امیر فرشاد ابراهیمی از آن جمله بودند. هر سه پس از افشاگری توسط سپاه دستگیر شدند و کیانوش مظفری در جریان ناآرامی‌های کوی دانشگاه کشته شد (به گفته امیر فرشاد ابراهیمی توسط رهبران سازمان تعمداً کشته شد).

### کیانوش مظفری
کیانوش مظفری که از دانشجویان دانشگاه امیر کبیر نیز بود، پس از تماس تعدادی از دانشجویان با وی حاضر به همکاری و ارائه اطلاعات خود پیرامون پشت پرده گروه می‌شود و دیدارهایی با مسئولان وزارت کشور و روزنامه‌نگاران اصلاح طلب انجام می‌دهد. روزنامه توقیف شده صبح امروز (به مدیریت سعید حجاریان که بعدها ترور شد) در مصاحبه‌ای از وی پیرامون اقدامات، ساختار سازمانی این گروه منتشر ساخت. همکاری کیانوش مظفری اندکی پس از رویداد قتل‌های زنجیره‌ای که جامعه ایران را در بهت و کنجکاوی فرو برده بود صورت گرفت. او در این مصاحبه می‌گوید که از سال ۱۳۷۴ و از طریق بسیج مسجد با این گروه آشنا شده‌است. وی از کسانی همچون آیت‌الله احمد جنتی (منصوب خامنه‌ای در شورای نگهبان و دبیر شورا)، علی اصغر حجازی (معاون اسبق نیروی انسانی وزارت اطلاعات) که به گفته روزنامه‌نگاران اصلاح طلب واسطه بیت رهبری و وزارت اطلاعات در جریان اجرای عملیات‌های سرکوب دگر اندیشان بوده‌است، حجه السلام پروازی، عبدالحمید محتشم، مسعود ده نمکی، امیر فرشاد ابراهیمی، دکتر تورانی، حسین سازور به عنوان بنیان‌گذاران این تشکیلات نام برد. وی ساختار سازمانی انصار حزب‌الله را در سراسر کشور مستحکم و پشتوانه مالی آن را (به نقل از حسن الله کرم) بیت رهبری معرفی می‌کند. مظفری همچنین از تشبیه دانشجویان عضو اتحادیه انجمنهای اسلامی (دفتر تحکیم وحدت) به منافقین توسط رهبران سازمان سخن گفت و چگونگی اعزام نیرو به اصفهان و تظاهرات در دفاع از علی خامنه‌ای پس از انتقادات منتظری و همچنین حمله به عبدالله نوری و سید عطاءالله مهاجرانی وزاری کشور و فرهنگ دولت محمد خاتمی در نمازجمعه تهران را شرح داد. تظاهرات اصفهان توسط مسعود ده نمکی و عملیات در نمازجمعه تهران توسط حسین الله کرم مدیریت شد. وی در پایان مصاحبه گفت:
هرچه حرف اینها از خدا و پیغمبر می‌زنند پوچ است و برای رسیدن به مقاصد خودشان است.

امیر فرشاد ابراهیمی روایت خود از چگونگی قتل کیانوش مظفری در جریان درگیری‌های کوی دانشگاه اینطور بیان می‌کند:
در همین اثنا بود که خبر آوردند که کیانوش مظفری در بین دانشجویان است و هم شعار می‌دهد وهم بچه‌های انصار را که داخل کوی هستند شناسائی می‌کنند و به دانشجویان معرفی می‌نماید که در همین حین «آقای دبیرکل» با عصبانیتی حاکی از تنفر و استیصال حکم تیر وی را صادر نمود. من که شاهد این وضعیت بودم ومی دیدم چگونه به همین راحتی در مورد جان یک نفر انسان آنهم کسی که دوست ویار ما بوده اینطوری تصمیم گرفته می‌شود عصبانی شدم و با آقای دبیرکل بحثم شد که کار کشیده شد به درگیری لفظی که پس از مدتی که ما درگیر بودیم پشت بی‌سیم‌های اهدائی ناجا شنیدم که به «همت بیست» اعلام می‌شد که دستور اجرا شد! که البته منظورش ترور کیانوش مظفری بود. دنیا دور سرم گشت آخر به چه گناهی کیانوش که بدبخت‌ترین عضو ما بود نه سن وسالی داشت و نه خانواده درست وحسابی. با مادری تنها و رنج کشیده که بارها دیده بودمش حالا به جرم انشعاب و کناره گرفتن از این تشکیلات باید کشته می‌شد؟

### امیر فرشاد ابراهیمی
امیر فرشاد ابراهیمی که از نیروی‌های اصلی و دبیر سیاسی این گروه به‌شمار می‌رفت به گفته خودش از درگیری‌های کوی دانشگاه از انصار حزب‌الله جدا شده و به انتقاداز آنان پرداخت و به همین بهانه توسط نیروی انتظامی دستگیر و به اتهام حضور در درگیرهای کوی چند ماه بازداشت و شکنجه شده‌است. در سال ۱۳۷۹ و پس از آزادی از زندان در مصاحبه با وکلای دانشجویان مضروب در حمله به کوی دانشگاه تهران (شیرین عبادی و محسن رهامی) ابعادی از اقدامات گروه و ارتباطات آن با مقامات نظام را بیان کرد. ابراهیمی در این نوار به گذشته‌های خود و ارتباط انصار حزب‌الله با روحانیون صاحب مقام و سران جمعیت موتلفه اسلامی اعتراف می‌کند. پس از انتشار مطالب وی در قالب یک نوار ویدئویی، وی به همراه شیرین عبادی و محسن رهامی وکلای دانشجویان به اتهام نشر اکاذیب و افترا دستگیر و به زندان محکوم شدند، اما همگی در دادگاه تجدید نظر تبرئه شدند. در اعترافات وی آشکار گردید که به علت روابط ویژه گروهای فشار با مراکز قدرت، از هر گونه تعقیب قضائی و مجازاتی مصون هستند و از امکاناتی برخوردارند که به اشاره مقامات بالاتر از سوی نهادهای حکومتی در اختیارشان قرار می‌گیرد. اعضای این گروه در سال ۱۳۷۷ در نماز جمعه تهران به عبدالله نوری و عطاالله مهاجرانی دو وزیر اصلی در کابینه خاتمی حمله و آنان را مجروح کردند.

#### نوار اعترافات ابراهیمی
ابراهیمی در ویدئوی منتشر شده می‌گوید که انصار با بیت رهبری، فرماندهان سپاه، هاشمی رفسنجانی و حزب جدیدالاتأسیس کارگزاران سازندگی در ارتباط بوده‌است و از دولت هاشمی مبلغ ۳۰ هزار دلار برای انتشار نشریه یالثارات الحسین کمک مالی دریافت کرده‌است. به گفته وی، برخی نزدیکان حزب کارگزاران همچون فائزه هاشمی به آنان پول می‌دادند تا به تبلیغات و فحاشی علیه ایشان بپردازند تا نهایتاً به محبوبیت آنان منجر شود. وی حبیب‌الله عسگراولادی، اسدالله بادامچیان را از دیگر حامیان مالی انصار معرفی می‌کند. به گفته او سعید امامی (از مقامات بلندپایه وزارت اطلاعات) در آستانه انتخابات دوم خرداد به ارائه رهنمود برای فعالیت علیه خاتمی با محور: تبلیغات سو پیرامون دوران وزارت فرهنگ خاتمی و بی ایمان نامیدن وی، ناامن کردن فضا برای هواداران و ستادهای انتخاباتی او و نهایتاً بهره‌برداری از ماه محرم و ایجاد کارناوال عصر عاشورا، پرداخته‌است و سپس آنان را به حسین شریعتمداری (مدیر مسئول روزنامه کیهان) جهت چاپ گسترده ویژه نامه انتخاباتی یالثارات الحسین علیه محمد خاتمی معرفی کرده‌است. مصاحبه با علی فراستی (که در آستانه انتخابات دوم خرداد به ایران آورده شد) در حمایت از محمد خاتمی و مانور دادن بر روی آن از دیگر اقداماتی است که وی به انصار نسبت می‌دهد.
به گفته او انصار پس از پیروزی خاتمی سیاست ایجاد ناامنی در کشور را در پیش گرفت و به تأیید محمدتقی مصباح یزدی تلاش نافرجامی برای ترور عبدالله نوری (وزیر کشور اول محمد خاتمی که توسط مجلس اصولگرای پنجم استیضاح شد) در مشهد صورت داد که به گفته وی در آخرین لحظات حفاظت اطلاعات نیروی انتظامی عملیات را لغو کرد. او همچنین اطلاعات بیشتری از تلاش برای ترور وی در نماز جمعه تهران صورت می‌دهد که ناکام ماند و تنها موفق به ضرب شتم او و عطاءالله مهاجرانی شدند.
به گفته وی رهبران این گروه در فساد مالی و قاچاق نیز دست دارند.

## روابط با دولت احمدی‌نژاد
حمایت از احمدی‌نژاد در انتخابات ریاست جمهوری از مواضع این سازمان بود. پس از به قدرت رسیدن وی برخی از رهبران این سازمان به پست‌های دولتی رسیدند. از جمله ذوالقدر معاون امنیتی وزیر کشور شد و محمدعلی رامین پست مشاوره دریافت کرد. مقامات دولت احمدی نزاد نیز بارها در جلسات این گروه حاضر شده و به تبادل نظر و ارائه گزارش پرداختند.
حسینی قائم مقام وزیر علوم نیز با حضور در جلسه این گروه به ارائه گزارش از وضعیت دانشگاه‌ها پرداخت. این حضور و سخنرانی در آستانه روز دانشجو که معمولاً با تظاهرات‌های دانشجویی همراه است انجام شد.

## ارگان‌های مطبوعاتی
«یالثارات الحسین» ارگان مطبوعاتی و رسمی انصار حزب‌الله است که به صورت هفتگی در تهران منتشر و در سرتاسر ایران پخش می‌شود. شلمچه ارگان غیررسمی این گروه بود که تعطیل شد. نشریه پرتو نیز که منتشر می‌شود به دیدگاه‌های این گروه نزدیک است.

این نشریه در شماره ۲۰۴ مورخ ۶/۹/۸۱ در گفتگو با سید ابوالفتح دعوتی می‌نویسد:
بر طبق وعده الهی، فلسطین جهنم قوم یهود خواهد شد

در ادامه نیز آمده:
وعده هلاکت نهایی یهود داده شده‌است.

در شماره ۲۱۲ مورخ ۲/۱۱/۸۱ در تشریح دوباره موضوع، اعلام کرده‌است:
... صهیونیست‌ها، برای اینکه برادران یهودی خود را از عواقب کارهای خود در امان بدارند و اقلیت‌های یهودی بتوانند در سایر ممالک، آزادانه آمد و رفت کنند و فعالیت کنند، حساب خوشان را از یهودیان جدا کردند و نام صهیونیست را برای خود انتخاب کردند که این یک حیله و ترفند است…
این مطالب مورد اعتراض انجمن کلیمیان ایران واقع شد.

## دفاتر استانی انصار حزب‌الله
این تشکل در مراکز استان‌های مختلف شعب و دفاتر فعالی دارد.

### فعالیت در کرمانشاه
انصار حزب‌الله کرمانشاه، گروهی اسلام‌گرا و زیر مجموعه‌ای از انصار حزب‌الله است که به رهبری صادق اشک تلخ در شهر کرمانشاه فعالیت می‌کند.
تاریخچه
در ماه‌های منتهی به انقلاب بهمن ۱۳۵۷، گروهی به نام شورای یاوری تهیدستان در کرمانشاه شکل گرفت. این شورا به صورت مخفف «شیت» نامیده می‌شد. سید محمدسعید جعفری، از اعضای انجمن حجتیه فرماندهی این گروه را بر عهده داشت و گروه خود را برای شرکت در سرکوب مخالفان حکومت جمهوری اسلامی در کردستان، در کوه‌های کردستان آموزش می‌داد. در نخستین ماه‌های پس از انقلاب اعضای گروه برای شرکت در سرکوب اعتراضات کردستان به سنندج رفتند. این گروه تا مدت‌ها در کرمانشاه فعالیت می‌کرد و ترورهای بسیاری از فعالان سیاسی مخالف نظام به آن نسبت داده می‌شد، اما این گروه هرگز نه این ترورها را بر عهده گرفت و نه آن‌ها را رد کرد. پس از مدت‌ها بی تحرکی، اعضای بازماندهٔ این گروه در تظاهرات ۲۹ مهر ۱۳۷۴ در میدان صنعت تهران، تحت عنوان انصار حزب‌الله کرمانشاه به عنوان شاخه‌ای از شبکهٔ انصار حزب‌الله در شهرهای گوناگون ایران اعلام موجودیت کردند. حسین الله‌کرم رئیس شورای هماهنگی نیروهای حزب‌الله در آن تظاهرات اعلام کرد:
انصار حزب‌الله دسته‌ای از جوانان رزمنده و جانباز هستند که تلاش می‌کنند به وصیتنامهٔ امام عمل کرده و نارسایی‌ها را در هر جا و در هر جناح مطرح کنند…
 راهپیمایی‌های این گروه‌ها در تهران تا اواخر سال ۱۳۷۶ ادامه داشت.
مقر انصار حزب‌الله کرمانشاه
مقر و دفتر اصلی انصار حزب‌الله کرمانشاه در میدان آیت الله کاشانی شهر کرمانشاه قرار دارد و «حیدریه» نامیده می‌شود. در آذر ۱۳۸۰ مصادف با ماه رمضان، یک سازمان مردم‌نهاد به نام کاج همایشی با عنوان «روشنفکری دینی، از شریعتی تا سروش» نمود. هم‌زمان انصار حزب‌الله نیز به برگزاری نمایشگاهی مذهبی در مقر کنونی انصار حزب‌الله کرد که در آن زمان پارکینگ عمومی بود. در روز دوم همایش، نمایشگاه انصار حزب‌الله توسط افرادی ناشناس به آتش کشیده شد. گروه، سازمان مردم‌نهاد کاج را مقصر دانستند و کوشیدند تا همایش آنان را به آشوب بکشانند، اما موفق نشدند. همچنین گفته می‌شود که در پی این آتش‌سوزی سه نفر از اعضای سازمان مردم‌نهاد «جمعیت روزنه سبز» (جرس) از جمله دبیرکل این سازمان عبدالرضا گوهرنیا نیز دستگیر، محاکمه و سپس تبرئه شده‌اند. سران انصار حزب‌الله کرمانشاه در ابتدا خواستار برخورد مسئولان با برگزارکنندگان همایش مزبور شدند، اما چند روز بعد از شورای شهر خواستند تا زمین محل نمایشگاه را به آنان واگذار کنند. شورای شهر کرمانشاه با این درخواست موافقت کرده و زمین پارکینگ را در میدان آیت الله کاشانی کرمانشاه به انصار حزب‌الله واگذار نمودند. انصار حزب‌الله در این زمین ساختمانی ساخت و آن را حیدریه نام نهاد. همچنین بخشی از این ساختمان به کاربری تجاری اختصاص پیدا کرد.